# Cipete Selatan
Cipete Selatan is een plaats (wijk) - (kelurahan) in het bestuurlijke gebied Cilandak, Jakarta Selatan (Zuid-Jakarta) in de provincie Jakarta, Indonesië. De plaats telt 28.643 inwoners (volkstelling 2010).